# Apatetris
Apatetris é um gênero de traça pertencente à família Agonoxenidae.